# Буциновский сельский совет
Буциновский сельский совет — бывшая  административно-территориальная единица и орган местного самоуправления в Раздельнянском районе Одесской области. Административный центр — село Буциновка.

## Общие сведения
Буциновский сельсовет образован в 1922 году.
- Территория совета: 66,997 км²
- Население совета:1 257 человек (по состоянию на 2001 год)

## Населенные пункты
Сельскому совету подчинены населенные пункты:
- с. Буциновка
- с. Карповка
- с. Кузьменко
- с. Миллиардовка
- с. Новодмитровка